# 阿里郎2号
阿里郎2号是韩国发射的一颗多功能卫星.其搭载的高分辨率摄像机可以达到一米的精度.